# ジーン・モンテロ
- ジーン・モンテーロ

ジーン・クラウディオ・モンテロ・ベロア（Jean Claudio Montero Berroa, 2003年7月3日 - ）は、ドミニカ共和国サントドミンゴ出身のプロバスケットボール選手。ポジションはポイントガード。

## 経歴

### 生い立ち
ドミニカ共和国で生まれ育つ。初めてバスケをした際は古い自転車のタイヤで作ったリングを使用していた。10歳か11歳の頃から本格的にバスケに取り組み始め、国内のフィットネスセンターでトレーニングを積んだ。

### ユース
2019年6月に行われたU-16アメリカ選手権のドミニカ共和国代表に選出されて活躍し、スペインのプロチーム、アメリカ合衆国の高校からオファーを受けた中で、リーガACBのCBグラン・カナリアと契約した。また、同月下旬にコロンビアで行われたNBAとFIBA主催のバスケキャンプではMVPを受賞した。12月にはアディダス・ネクストジェネレーション・トーナメントの予選であるバレンシア・トーナメントにグラン・カナリアのU-18チームの一員として参加し、CBマラガのU-18チームとの決勝では30得点を記録してチームを勝利に導いた。

### CBグラン・カナリア
2019-20シーズンにグラン・カナリアのリザーブチームであるグラン・カナリアBでプロデビューした。このシーズンは平均14.3得点・3.4リバウンド・3アシストの成績を記録した。
2020-21シーズンからグラン・カナリアのトップチームでプレーした。2020年12月5日のバスケット・ナバーラ・クラブ戦では27得点を記録した。このシーズンは平均18得点・5.7リバウンド・4.4アシストの成績を記録した。

### チーム・オーバータイム
2021年6月4日に、同年からアメリカで新たに創設されたオーバータイム・エリートのチーム・オーバータイムに派遣された。

### バレンシア・バスケット
2024年7月10日、ユーロカップとリーガACBに所属するバレンシア・バスケットへ3年契約で加入すると発表された。
2024-25シーズンのユーロカップのオールファーストチームとライジングスターに選出されている。2025年6月30日、バレンシアとの契約延長が発表された。契約期間は2027-28シーズンまで。